# 2012년~2015년 루마니아 불온사태

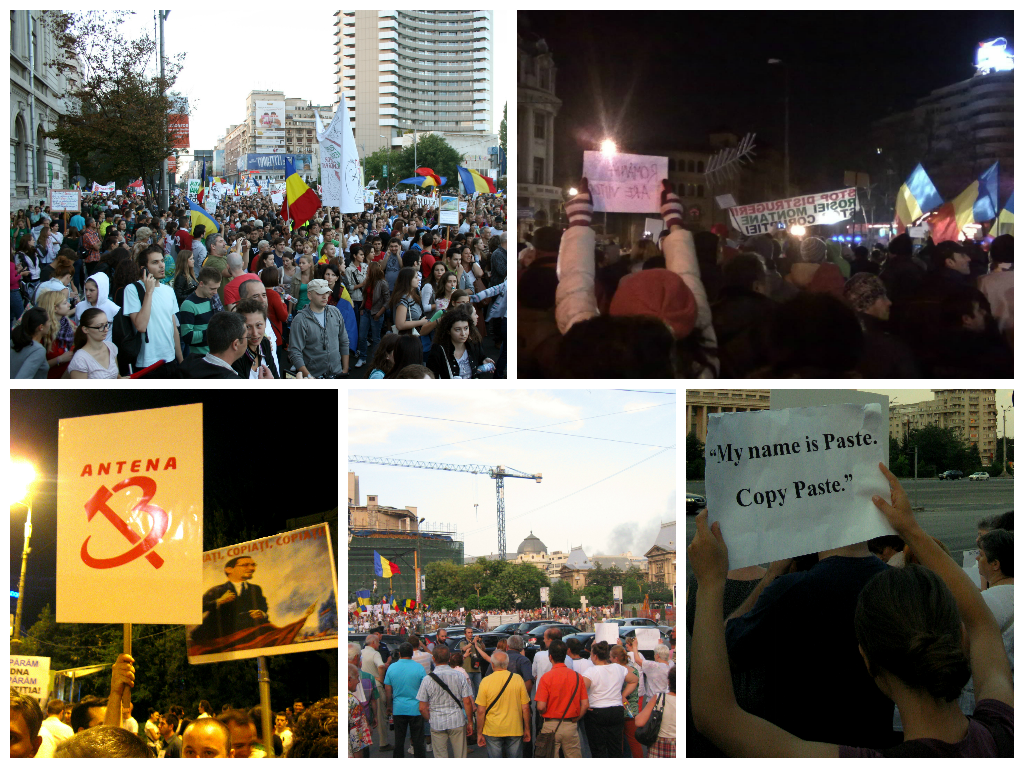

2013~2014년 루마니아 사회 시위는 1월 11일부터 시작한 루마니아의 체불 임금과 근로 조건에 관련된 일련의 지속적인 시위들이다. 시위대는 현재 태만하고 무능한 루마니아 정부 사임을 포함한 여러 요구들을 주장하고 있다. 많은 사람들은 현재 정부가 2012년 루마니아 총선 당시 정부의 공약을 지키지 않았다고 생각하고 있다.

## 같이 보기
- 2013년 루마니아 로시아 몬타너 프로젝트 반대 시위